# 天皇寺 (宮城県大和町)
天皇寺（てんのうじ）は、宮城県黒川郡大和町にある臨済宗妙心寺派の寺院。

## 概要
- 吉岡城主だった伊達河内守宗清と、伊達政宗の側室飯坂の局の墓所がある[1]。
- 1616年（元和2年）鶴巣下草の地から、吉岡城の完成とともに現在地に移された。境内は宗清の墓所で、大和田佐渡以下7名の殉死者や、宗清の養母（飯坂の局）の五輪供養塔がある。

## アクセス
- 東北自動車道 大和ICから車で5分[2]